# Клыч Султан-Гирей
Клыч Султан-Гирей (адыг. Султан Клыщ Кӏэрый, ног. Солтан Кылыш-Гирей; в годы службы в царской армии: Келеч Шаханович Султан-Гирей; 1880, аул Уляп, Майкопский отдел Кубанская область, Российская империя — 16 января 1947, Москва, РСФСР, СССР) — полковник Черкесского конного полка, участник Белого движения, первопоходник. В годы Второй мировой войны сотрудничал с нацистами, выдан англичанами советскому командованию, осуждён и казнён в Москве.

## Биография

### Происхождение
Родился в 1880 году в ауле Ульском Майкопского отдела Кубанской области (ныне Республика Адыгея).
Один из сыновей прапорщика Султана Шахан-Гирея (Шан-Гирея; 1810/1815 — 1898). Представитель младшей ветви крымской ханской династии Гиреев (чингизидов), которая некогда переселилась в Черкесию. С точки зрения российского правительства, принадлежал к нетитулованному дворянству. По вероисповеданию являлся мусульманином. Братья — Азамат-Гирей, Джан-Гирей, Шир-Гирей и Байзет-Гирей.
Имя Клыч-Гирей (или Султан Клыч-Гирей) было образовано по сценарию, типичному для членов династии крымских ханов (ср. Девлет-Гирей, Менгли-Гирей). В дореволюционных документах имя собственное «Клыч» (в переводе с тюркских языков означает «меч») было записано как «Келеч», добавлено отчество Шаханович (отца звали Султан Шахан-Гирей), а часть имени «Султан-Гирей» было воспринята, как двойная фамилия. В результате всего этого, до революции официально именовался Келеч Шаханович Султан-Гирей.

### Ранние годы
Четыре года учился в Ларинской гимназии в Санкт-Петербурге, после чего поступил в Елисаветградское кавалерийское юнкерское училище. Служил в 18-м Северском и 12-м Белгородском драгунских полках. Участвовал в чине поручика в подавлении революции 1905 года.

### Первая мировая война
Султан Клыч-Гирей начал Первую мировую войну ротмистром и командовал 3-й сотней Черкесского конного полка Кавказской туземной конной дивизии. Окончил войну кавалерийским полковником.

### Революция и гражданская война
С лета 1917 года — полковник, участник корниловского выступления. 25 марта 1918 года по представлению командующего войсками Кубанского края за боевые отличия произведён в генерал-майоры. В Добровольческой армии он уже к осени назначен командиром 2-й бригады 1-й Конной дивизии, а 21 декабря — начальником Черкесской конной дивизии, которая активно боролась с большевиками и отличилась репрессиями против иногороднего населения Кубани, симпатизировавшего большевикам.
В 1920 году после поражения и эвакуации ВСЮР в Крым, вместе с остатками своей дивизии перешёл с разрешения грузинского правительства границу Грузинской демократической республики, где и был интернирован. Затем уехал в Крым, а оттуда по приказу генерала Петра Врангеля — в Карачаевскую область Северного Кавказа, для организации «бело-зелёных» отрядов. Командуя сформированными отрядами, в боях с Красной армией потерпел поражение и вновь бежал в Грузию. Весной 1921 года эмигрировал за границу.

### Эмиграция
В эмиграции стал одним из руководителей националистической «Народной партии горцев Северного Кавказа», боровшейся за отторжение Северного Кавказа от СССР и создание Северо-Кавказской республики. Являлся членом её ЦК, входил в состав Комитета независимости Кавказа, состоявшего из руководителей грузинских, армянских, азербайджанских и горских националистов.
Во Вторую мировую войну он вместе с другими кавказскими и закавказскими националистами организовал ряд Национальных комитетов, в том числе войдя в ЦК Северо-Кавказского национального комитета. Принял активное участие в формировании воинских горских частей на стороне Третьего рейха, командовал горцами в Казачьем корпусе генерала П. Н. Краснова. В начале 1943 года созданная им Кавказская дивизия была переведена в Италию, где в мае 1945 года была пленена британскими войсками и помещена в Обердраубурге.

### Казнь
29 мая 1945 года, в числе 125 кавказских офицеров, он был доставлен в Юденбург и передан органам НКВД, которые этапировали его в Москву. Вместе с генералами П. Н. Красновым, С. Н. Красновым, А. Г. Шкуро, Т. Н. Домановым и Г. фон Паннвицем, Военной коллегией Верховного суда СССР был приговорён к повешению и казнён в Москве 16 января 1947 года.
25 декабря 1997 года Военная коллегия Верховного суда Российской Федерации признала его не подлежащим реабилитации.

## Память
В ауле Уляп сохранились остатки построек имения Гиреев, в частности дома, где родился Султан Клыч-Гирей. Долгое время в имении находилась участковая больница.

## Награды
- Орден Святого Станислава 3-й степени (?)
- Орден Святого Владимира 4-й степени с мечами и бантом (ВП 9.01.1915)
- Орден Святой Анны 3-й степени с мечами и бантом (ВП 21.11.1915)
- мечи и бант к ордену Святого Станислава 3-й степени (ВП 12.5.1916)
- Орден Святой Анны 4-й степени с надписью «За храбрость» (ВП 7.08.1916)
- Орден Святой Анны 2-й степени с мечами (ВП 5.10.1916)
- Орден Святого Владимира 3-й степени с мечами (ПАФ 23.10.1917)

## Семья
Жена — Гульджан Атажуковна Султан-Гирей (урожд. Капланова-Нечева; 1892, Армавир — 1962, Париж). Дочь — Элла (ум. 1961).